# Frente de Manzanas Alemanas
El Frente de Manzanas Alemanas (en alemán: Front Deutscher Äpfel, FDÄ o también abreviado Apfelfront) es una organización satírica fundada en Leipzig en 2004. Tiene como objetivo hacer parodia de los partidos de ultraderecha, especialmente del Partido Nacionaldemócrata de Alemania (NPD). El Frente de Manzanas Alemanas imita a las estructuras de organizaciones de ultraderecha, antiguas y existentes, se distribuye en agrupaciones numerosas como la organización juvenil Nationales Frischobst Deutschland (NFD; trad. “Frutas frescas nacionales de Alemania”), la organización femenina Bund weicher Birnen (BWB; trad. “Liga de Peras Blandas”, parodiando la Liga de Muchachas Alemanas con la expresión eine weiche Birne haben que implica que alguien sufre de una gran estupidez) y diversos Gaue locales. La relación con las frutas se debe al nombre de Holger Apfel, el antiguo jefe del grupo parlamentario del NPD en el Parlamento Regional Sajón, cuyo apellido significa “manzana”.

## Plataforma
El Frente de Manzanas lucha por la purificación de las frutas alemanas. La organización se denomina por lo tanto como Nationale Initiative gegen die Überfremdung des deutschen Obstbestandes und gegen faul herumlungerndes Fallobst — traducido “Iniciativa nacional contra la extranjerización del conjunto frutal alemán y contra frutas caedizas holgazanas y perezosas” (nota que faul no solamente significa “perezoso”, sino también “podrido”).
Las demandas claves de la organización son las siguientes:
1. Poner fin a la extranjerización del conjunto de frutas alemán a través del injerto de especies extrañas
2. El cierre de fronteras para frutas tropicales: Grenzen dicht für Fremdobst! -- en castellano “¡Cerrad las fronteras contra frutas ajenas!”
3. La eliminación de frutas caedizas podridas/perezosas (compárese faul encima): Macht Fallobst zu Mus! — “¡Haced mermelada de frutas caedizas!”.

En la prensa, en sus declaraciones públicas y en su presencia en la página web, el Frente de Manzanas intenta imitar la misma terminología germanizada exagerada que se encuentra en servicios de internet de extrema derecha, y además copia la apariencia pública del NSDAP y organizaciones extremistas de extrema derecha contemporáneas. Por eso, en vez de utilizar los términos usuales ingleses homepage (página principal), website (sitio web) o bulletin board (boletín) aplican las palabras Heimseite, Weltnetzseite y Brett, que no son usados en el lenguaje cotidiano y por lo tanto tienen una connotación de ridículo en el contexto de tecnología informática.
Términos, modismos y recursos literarios que son usados particularmente por el NPD y sobre todo por Holger Apfel son retomados por el Frente de Manzanas y utilizados enfáticamente, alterando el eje de empuje de contenido al sector fruticultural con la intención de desenmascarar declaraciones políticas como tonterías y exagerarlas en una manera humorística.

## Historia y modos de acción

### Fundación
El Frente de Manzanas Alemanas fue fundado el 19 de septiembre de 2004 en el contexto de la campaña electoral previa a las elecciones estatales de Sajonia. El grupo alrededor del fundador Alf Thum no se percibe como izquierda política, sino como no-derecha. Se denominan como artistas que intentan romper con el ritual de manifestación y contramanifestación. 
La organización juvenil (la mayoría de partidos políticos alemanes tienen organizaciones juveniles afiliadas) se llama Nationales Frischobst Deutschland (NFD; trad. “Frutas frescas nacionales de Alemania”). Asociada en la “lucha nacional” está la unión Bund weicher Birnen (BWB; “Liga de Peras Blandas”). De acuerdo al periódico Sächsische Zeitung la FDÄ contaba con 15 miembros en junio de 2005, y las NFD con 25 miembros. Según datos propios y más actuales, el número de miembros ya ha excedido los 500 miembros y tienen muchos más simpatizantes.

### Acciones
Desde su fundación, el Frente de Manzanas aparece en todas las concentraciones largas del NPD y de neonazis, sobre todo en Alemania del Este. Su primera acción fue durante la concentración de neonazis el 3 de octubre de 2004 antes de una manifestación del NPD en Leipzig, que fue evitada. Tuvieron el mismo éxito en una manifestación el día 13 de febrero en Dresde, en una manifestación del Neonazi Christian Worch el 1 de octubre de 2005 en Leipzig y el 8 de mayo de 2005 en Berlín. Además participaron en un festival de juventud y política, Berlin 05 y Berlín 08, patrocinado por el gobierno federal alemán.
Los activistas málicos se presentan con ropa negra, por tal razón se denominan el “bloque negro es el mejor vestido, el más recientemente duchado y el más apuesto de todos los tiempos”. Llevan en el brazo izquierdo un brazal rojo con una manzana negra en un círculo blanco que tiene mucha semejanza con el brazal de la esvástica del nacionalsocialismo. La imitación del simbolismo nazi es una reacción a la apropiación de símbolos y códigos de origen de izquierda y/o antiimperialista por parte de extremistas de ultraderecha, como por ejemplo el Kufiyya o camisetas con un retrato de Che Guevara.

## Crítica
A menudo la apariencia del Frente de Manzanas causa confusión, especialmente porque los símbolos y las banderas no están reconocidos como parodia a primera vista. Por esa razón la emisora de televisión pública MDR publicó el 25 de julio de 2006 en su página web un artículo sobre el NPD con un imagen del Frente de Manzanas. Se subtituló la imagen con “El NPD quiere deshacerse de su reputación de batidores”. La noticia falsa fue descubierta y la imagen eliminada después de haber recibido críticas.
A pesar de la evidente exageración ocurren a menudo dudas sobre el grado de rigor con que el Frente de Manzanas formula sus demandas. Algunos críticos opinan que las actuaciones del Frente son contraproducentes y que algunos de los participantes se exaltan bastante con su “fascismo de carnaval” y por eso los símbolos fascistas todavía recuperan más fuerza que la parodia.
Durante sus acciones, el Frente de Manzanas sin embargo siempre alude a las tendencias actuales por parte de los grupos de la ultraderecha de servirse de otros estilos de vestuario, incluso copiar códigos de vestuario que tienen su origen en la escena autónoma. Los disfraces del Frente de Manzanas tratarían de mostrar que los nazis ya no se pueden reconocer solo por sus colores, símbolos y vestidos a los que comúnmente se les asocia, y que el Frente de Manzanas intenta llamar la atención pública sobre la tendencia de los grupos de ultraderecha a esconderse detrás de símbolos y vestidos que originalmente pertenecen a otros grupos políticos.